# Église Sainte-Monique du Bardo
L’église Sainte-Monique du Bardo, située dans la ville du Bardo en Tunisie, est une église catholique construite en 1921 pendant le protectorat français. Cédée au gouvernement tunisien en 1964, elle abrite maintenant un local sportif dédié au Stade tunisien.

## Historique de l’église

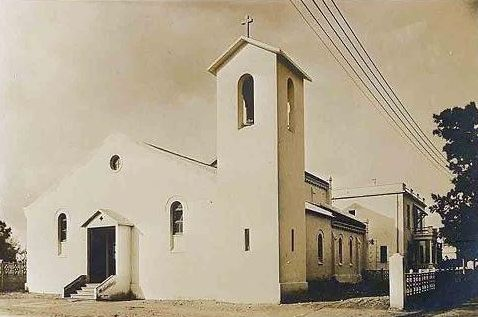
Vue de l'église dans les années 1920.

Si la paroisse du Bardo est créée en 1914, seule la construction d’un presbytère est alors envisagée pour y héberger le curé et aménager une chapelle au rez-de-chaussée du bâtiment, décrit comme « beau et spacieux ». Cependant, l’augmentation continue de la population chrétienne rend urgente l’édification d’une église.
Le terrain est donné par une certaine Mme Brou, mais les fonds nécessaires au chantier ne peuvent être rassemblés qu’au moyen d’une souscription lancée en 1920 par l’abbé Orinel ; elle permet de collecter plus de 8 000 francs. Une pétition adressée à l’archevêché de Carthage demande son soutien financier en rappelant la présence de 1 200 chrétiens dans la paroisse.
Le chantier peut enfin démarrer d’après des plans de l’architecte Guénier et l’église, dédiée à sainte Monique, est inaugurée le 18 décembre 1921. Toutefois, faute d’un financement suffisant, seuls le chœur et le transept sont achevés à cette date. Il faut alors faire appel à nouveau à la générosité des fidèles pour achever l’édifice.

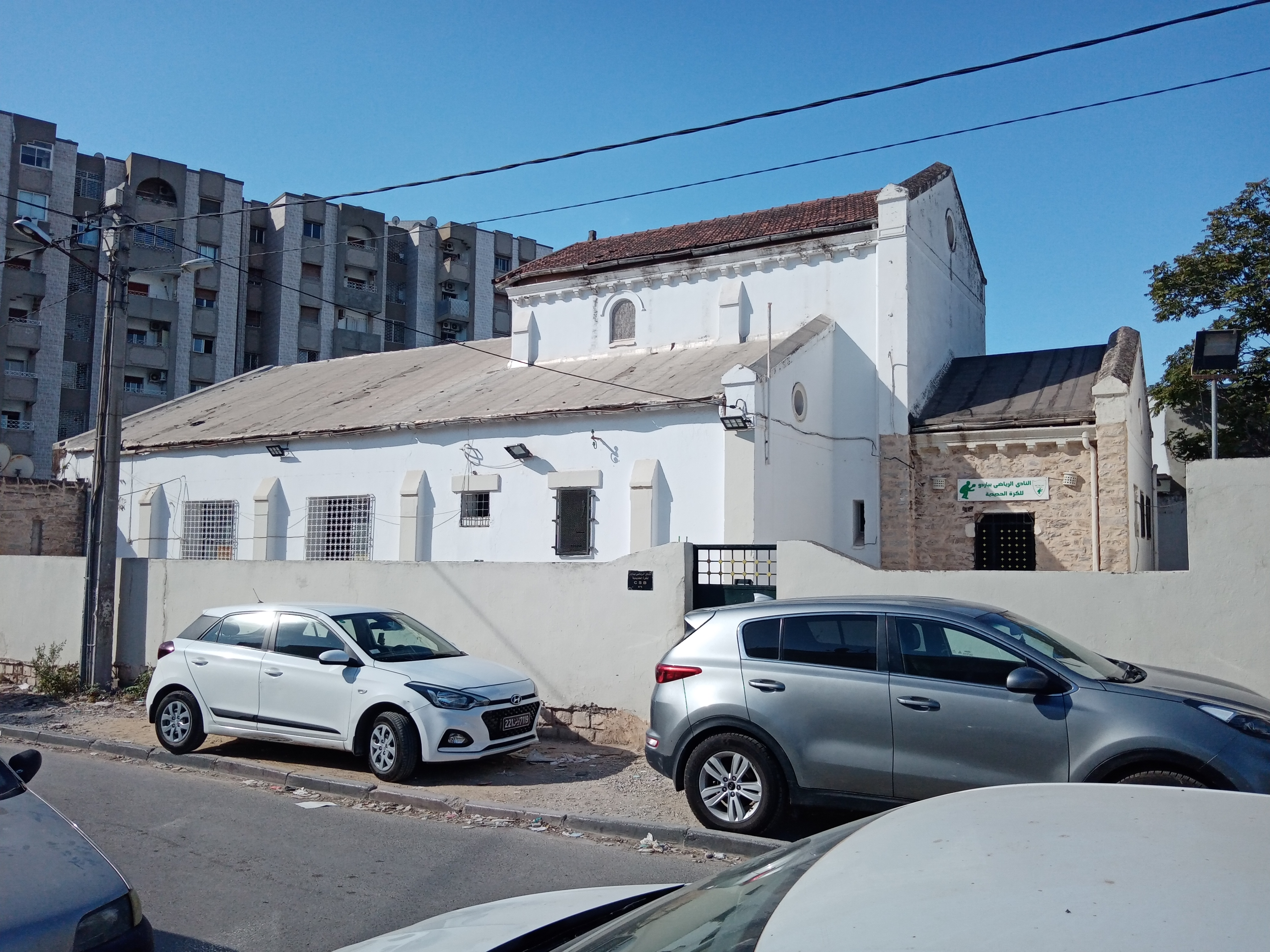
Façade est de l'église en 2023.

Si la population chrétienne de la ville augmente jusqu’à 15 000 âmes en 1948, l’indépendance de la Tunisie en 1956 provoque le départ de la plupart des Européens. L’église est finalement fermée à l’occasion du modus vivendi signé entre le gouvernement tunisien et le Vatican le 10 juillet 1964. Le bâtiment est cédé gratuitement avec l’assurance qu’il ne sera utilisé qu’à des fins d’intérêt public compatibles avec son ancienne destination.
Il abrite actuellement des locaux appartenant au Stade tunisien.
|      | Baptêmes | Mariages | Sépultures |
| ---- | -------- | -------- | ---------- |
| 1900 | 0        | 3        | 8          |
| 1910 | 0        | 11       | 7          |
| 1920 | 22       | 9        | 3          |
| 1930 | 91       | 16       | 34         |
| 1940 | 129      | 22       | 49         |
| 1950 | 172      | 41       | 61         |
| 1960 | 27       | 19       | 19         |